# 21586 Поукав'яні
21586 Поукав'яні (21586 Pourkaviani) — астероїд головного поясу, відкритий 26 вересня 1998 року.
Тіссеранів параметр щодо Юпітера — 3,208.